# (8277) Machu-Picchu
(8277) Machu-Picchu (1991 GV8) – planetoida z pasa głównego asteroid okrążająca Słońce w ciągu 3,8 lat w średniej odległości 2,44 au. Odkryta 8 kwietnia 1991 roku.